# Маріса Аллазіо
Маріса Аллазіо (італ. Marisa Allasio); *17 липня 1936, Турин, Італія) — італійська акторка.

## Біографія
Народилася 17 липня 1936 в Турині, П'ємонт, Італія в родині відомого італійського футболіста Федеріко Аллазіо. Справжнє ім'я — Марія Луїза Лучія (італ. Maria Luisa Lucia Allasio). У кіно з 1952 року — «Perdonami!» (реж. Маріо Коста). Кар'єра Маріси Аллазіо в кіно була нетривалою — з 1952 по 1959 роки зіграла в 18 кінофільмах. Популярність до Аллазіо прийшла після участі в популярних комедіях Діно Різі «Бідні, але красиві» (Джованна, 1956) і «Красиві, але бідні» (Джованна, 1957). Створила в кіно 50-х років образ яскравої красивої дівчини, дуже природної, відкритої і одночасно наївної. Варіювала цей образ у наступних своїх ролях. Знімалася у фільмах провідних режисерів — Франко Дзеффіреллі, Маріо Камеріні, Кінга Відора, Стено, Мауро Болоньїні. Марісу Аллазіо називали італійською Джейн Менсфілд, порівнювали з французькою кінозіркою Бриджіт Бардо. У 1959 році на злеті кар'єри залишила кінематограф. Маріса Аллазіо вийшла заміж за графа П'єра Франческо Кальві Ді Берголо, сина принцеси Іоланди Маргарити Савойської, яка була старшою дочкою Віктора Емануїла III, короля Італії, короля Албанії, імператора Ефіопії, та Олени Петрович-Негош, принцеси Чорногорії. У цьому шлюбі народилися: син — Карло Джорджо Дмитрій Драго Марія Лаєтитія граф Конті Кальві ді Берголо (1959 р.н.) і дочка — Анна Федеріка Ангеліка Марія графиня Конті Кальві ді Берголо (1962 р.н.).

## Фільмографія
- Perdonami! (1952)
- Gli eroi della domenica (1953)
- Cuore di mamma (1954)
- Ballata tragica (1954)
- Ragazze d'oggi (1955)
- Le diciottenni (1955)
- War and Peace (1956)
- Maruzzella (1956)
- 1957 — Гарні, але бідні / Poveri ma belli
- Marisa la civetta (1957)
- Camping (1957)
- Belle ma povere (1957)
- Le schiave di Cartagine (1957)
- Susanna tutta panna (1957)
- Venezia, la luna e tu (1958)
- Nudi come Dio li creò (Nackt, wie Gott sie schuf) (1958)
- Carmela è una bambola (1958)
- Seven Hills of Rome (Italian title: Arrivederci Roma) (1958)